# 小野鉄工所
株式会社小野鉄工所（おのてっこうしょ）岡山県に本社を置く株式会社。現在、貸し倉庫部の一部門を事業として行っている。

## 貸し倉庫部
重量物貸し倉庫の運営管理を行っており、倉庫の概要は5トンホイスト式クレーン二機を設置し、総重量10トンまでの重量物の商品を保管できる倉庫で、ホイスト仕様は楊程（高さ）5m、横行（幅）10mあり走行（建物長さ）36mと中型の保管物ならば十分対応できる設備を持っている。